# デリンハ駅
デリンハ駅（デリンハえき、中国語: 德令哈站）は中華人民共和国青海省海西モンゴル族チベット族自治州デリンハ市に位置する青蔵線の駅。三等駅。

## 沿革
- 1979年 - 青蔵線の開通に合わせて開業。
- 2022年7月10日 - 新駅舎が共用開始する[2][3]。

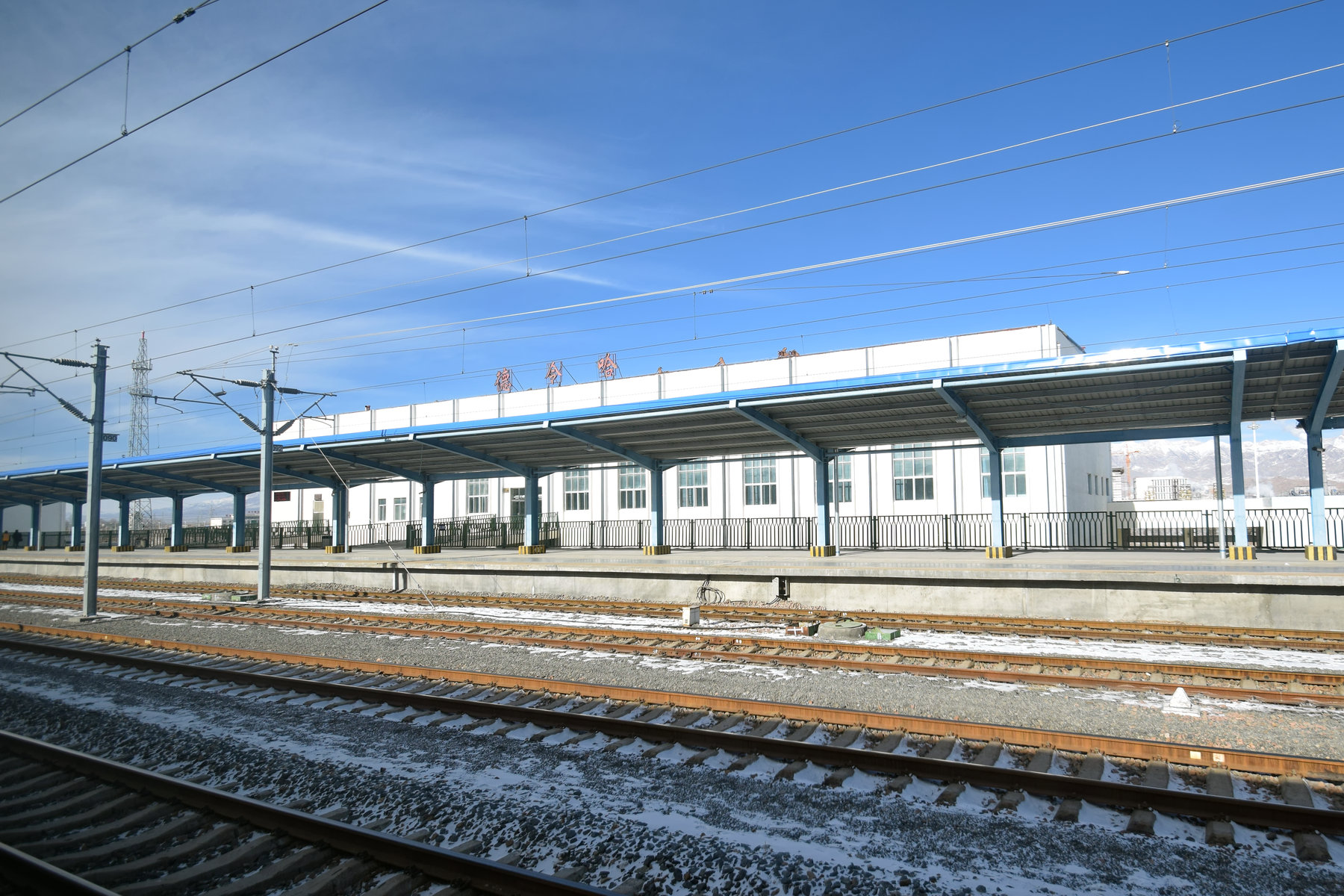
ホームと旧駅舎(2015年)

## 駅構造
ホームは2面7線、総建築面積は10636平方メートルとなっている。

## 隣の駅
中国鉄路総公司
青蔵線
陶力駅 - デリンハ駅 - 連湖駅